# マーヴィン・シールズ (フリゲート)
| USS Marvin Shields (FF-1066) |                                                                |
| 艦歴                         |                                                                |
| 発注                         | 1964年7月22日                                                  |
| 起工                         | 1968年4月12日                                                  |
| 進水                         | 1969年10月23日                                                 |
| 就役                         | 1971年4月10日                                                  |
| 退役                         | 1992年7月2日                                                   |
| その後                       | メキシコに売却                                                 |
| 除籍                         | 1995年1月11日                                                  |
| 性能諸元                     |                                                                |
| 排水量                       | 基準: 3,068t                                                   |
| 排水量                       | 満載: 4,130t                                                   |
| 全長                         | 133.5 m (438 ft)                                               |
| 全幅                         | 14.33 m (47 ft)                                                |
| 吃水                         | 7.62 m (24.75 ft)                                              |
| 機関                         | 水管ボイラー (84.4at, 538℃)×2缶                                |
| 機関                         | 蒸気タービン (35,000hp)×1基                                    |
| 機関                         | スクリュープロペラ×1軸                                         |
| 速力                         | 最大: 27ノット以上                                             |
| 航続距離                     | 4,500海里 (20ノット巡航時)                                     |
| 乗員                         | 士官16名、曹士211名                                            |
| 兵装                         | Mk.42 5インチ単装速射砲×1基                                    |
| 兵装                         | Mk.15 20mmCIWS×1基 ※BPDMSと交換に後日装備                      |
| 兵装                         | シースパローBPDMS 8連装発射機×1基 ※後日装備, 後にCIWSに換装    |
| 兵装                         | Mk.16 8連装ミサイル発射機×1基 (アスロックSUM, ハープーンSSM用) |
| 兵装                         | Mk.32 mod.9 連装短魚雷発射管×2基                               |
| 艦載機                       | QH-50 DASH×2機 ※SH-2 LAMPSヘリコプター×1機に 後日換装          |
| FCS                          | Mk.68 砲射撃指揮用                                             |
| FCS                          | Mk.114 水中攻撃指揮用                                          |
| センサ                       | AN/SPS-40 対空捜索レーダー                                     |
| センサ                       | AN/SPS-10 対水上捜索レーダー ※AN/SPS-67に後日換装              |
| センサ                       | AN/SQS-26CX 艦首装備ソナー                                     |
| センサ                       | AN/SQS-35 可変深度ソナー ※AN/SQR-18戦術曳航ソナーに後日換装    |
| 電子戦                       | AN/WLR-1C電波探知装置 ※AN/SLQ-32に後日換装                     |
| 電子戦                       | AN/ULQ-6C電波妨害装置 ※AN/SLQ-32への換装と同時に撤去           |
| 電子戦                       | Mk.137 6連装デコイ発射機×2基 ※後日装備                         |
| モットー                     | Can Do                                                         |

マーヴィン・シールズ (英語: USS Marvin Shields, FF-1066) は、アメリカ海軍のフリゲート。ノックス級フリゲートの1隻。艦名はベトナム戦争で戦死し名誉勲章を受章した水兵のマーヴィン・シールズ3等工兵に因む。

## 艦歴
マーヴィン・シールズはワシントン州シアトルのトッド・パシフィック造船所で1968年4月12日に起工する。1969年10月23日に進水し、1971年4月10日に就役した。
1983年7月20日、ニューヨーク・タイムズはマーヴィン・シールズが空母レンジャー戦闘グループの1隻として他の7隻の艦艇と共に7月15日（金曜日）にサンディエゴを出航したと伝えた。艦隊は西太平洋に向かい、その後中米へ進路を変更、ニカラグア、エルサルバドル、ホンジュラスの沖合で同年夏に計画された軍事演習の一環として訓練および作戦活動に従事した。
部隊は航空母艦レンジャー (USS Ranger, CV-61) 、巡洋艦ホーン (USS Horne, CG-30) 、駆逐艦リンド・マコーミック (USS Lynde McCormick, DDG-8) 、フレッチャー (USS Fletcher, DD-992) 、ファイフ (USS Fife, DD-991) 、フリゲートのマーヴィン・シールズ、給油艦ウィチタ (USS Wichita, AOR-1) 、高速戦闘支援艦カムデン (USS Camden, AOE-2) から構成された。
1992年7月2日に退役し、1995年1月11日に除籍されたマーヴィン・シールズはメキシコに売却された。メキシコ海軍ではアバソロ (ARM Abasolo) の艦名で就役した。